# Maya Gabeira
Maya Reis Gabeira (Rio de Janeiro, 10 de abril de 1987) é uma surfista profissional brasileira, uma big rider bastante renomada pelos seus inúmeros troféus conquistados ao redor do mundo. É filha do ex-deputado federal Fernando Gabeira e da estilista Yamê Reis.
Em fevereiro de 2020, bateu o recorde mundial feminino após surfar a maior onda do mundo, o recorde foi de 22,4 m em Nazaré, Portugal.

## Carreira
Maya começou a surfar em 2001, aos 14 anos, matriculando-se numa escolinha de surfe na praia do Arpoador, no Rio de Janeiro. Começou a competir aos 15 anos de idade e, aos 17, quando passou a morar no Havaí, conheceu o surf de ondas grandes e resolveu-se dedicar ao esporte.
Foi vencedora do Billabong XXL Global Big Wave Awards por quatro vezes consecutivas (2007 a 2010), na categoria Melhor Performance Feminina.
Em 2008 tornou-se a primeira mulher a surfar no mar do Alasca.
Em agosto de 2011, na bancada de Teahupoo, no Tahiti, Maya caiu durante uma manobra e foi atingida por uma série de ondas, tendo de ser resgatada pela equipe de apoio. Depois desse episódio, a surfista passou a treinar apneia estática na piscina e mergulho livre no mar, alcançando a marca de quatro minutos debaixo de água.
Em 2012 venceu pela quinta vez o prêmio Billabong XXL Global Big Wave Awards.
No final de outubro de 2013, Maya tentava bater seu recorde de maior onda surfada em Nazaré (Portugal), quando sofreu uma queda. A atleta foi resgatada inconsciente por Carlos Burle em um jet ski, que a puxou até a areia da Praia do Norte, onde foi reanimada por socorristas. Ela foi levada ao hospital de Leiria apenas com um tornozelo quebrado.. 